# Vladimirska
Vladimirska – działający w Krakowie zespół muzyczny założony w 2010 roku przez wokalistkę, kompozytorkę i instrumentalistkę Scotię Gilroy.

## Historia
Debiutancka płyta Vladimirskiej, "Night Trains" (Gustaff Records, 2011), została umieszczona na Bestenliste 4-2011 przez Preis der deutschen Schallplattenkritik (Nagroda Niemieckich Krytyków Wydawnictw Płytowych). Vladimirska szeroko koncertowała, współpracując m.in. z takimi instytucjami jak Teatr Groteska, Stary Teatr, Muzeum Narodowe w Krakowie i Warszawskie Kino Koncertowe. W 2013 roku Vladimirska towarzyszyła na żywo spektaklowi "100% Krakow" berlińskiej grupy teatralnej Rimini Protokoll wykonanemu w ramach festiwalu Krakowskie Reminiscencje Teatralne. W tym samym roku Vladimirska skomponowała i wykonała muzykę towarzyszącą projekcjom "Snu o Starym Krakowie" w czasie 14. Festiwalu Kina Niemego w krakowskim Kinie Pod Baranami.

## Muzycy
Vladimirska nagrała "Night Trains" w składzie Scotia Gilroy (akordeon, fortepian, fortepian-zabawka, śpiew), Roman Głowacki (saksofon barytonowy), Ernest Heksel (trąbka), Igor Herzyk (gitara). We wrześniu 2012 roku Scotia uformowała nowy skład zespołu z nowymi muzykami; pierwszy występ nowej Vladimirskiej miał miejsce 31 grudnia 2012 na Rynku Głównym w Krakowie podczas organizowanego przez miasto koncertu sylwestrowego.
Aktualny skład zespołu:
- Scotia Gilroy - akordeon, fortepian, fortepian-zabawka, cymbałki
- Kuba Duda - gitara elektryczna, banjo
- Adrian Górka - gitara akustyczna, mandolina
- Leszek HeFi Wiśniowski - saksofon tenorowy, saksofon barytonowy, flet
- Zbigniew Szwajdych - trąbka
- Tomek Marzec - perkusja